# Peter Bosek
Peter Bosek (* 5. Juni 1968 in Wien) ist ein österreichischer Bankmanager und seit 1. Juli 2024 Vorstandsvorsitzender der Erste Group.

## Leben
Peter Bosek wuchs in Wien auf und studierte an der juridischen Fakultät der Universität Wien mit Abschluss zum Doktor im Jahr 1993. Er war von 1993 an für drei Jahre Assistent an der Fakultät für Rechtswissenschaften, Institut für Verwaltungsrecht und Verfassungsrecht an der Universität Wien. 1996 wechselte er zur  Erste österreichische Spar-Casse und hielt dort bis 2007 verschiedene Leitungsfunktionen inne, insbesondere in den Bereichen Wohnbau und Immobilien sowie Filialen. Parallel dazu nahm Peter Bosek zwischen 1996 und 2005 eine Dozententätigkeit für Rechtswissenschaften an der Universität Wien wahr.
2007 wurde Bosek in den Vorstand der Erste Bank der österreichischen Sparkassen AG als Mitglied mit dem Kompetenzbereich Retail Österreich einberufen. Im Jahr 2010 übernahm er auch die Bereiche Firmen und Großkunden. Mit dem 1. Jänner 2015 übernahm er die neueingerichtete Funktion als Privatkundenvorstand der Erste Group Bank AG. Diese verantwortete zudem die bankinterne Fintech „Erste Hub“.
Boseks Expertise galt neben klassischen Retail-Banking-Themen vor allem der Digitalisierung der Banken sowie der Start-up-Wirtschaft. Er hatte ein Aufsichtsratsmandat in der Wiener Städtische Versicherung AG Vienna Insurance Group inne.
Mit 31. Dezember 2020 verließ er als Vorstand die Erste Bank. Bosek wurde danach Vorstandschef (CEO) der Luminor Bank im Baltikum. Im Oktober 2023 wurde Bosek als Nachfolger von Willibald Cernko zum Vorstandsvorsitzenden der Erste Group ab dem 1. Juli 2024 bestellt.